# HD 23474
HD 23474 eller HR 1154, är dubbelstjärna belägen i den norra delen av stjärnbilden Taffelberget. Den har en skenbar magnitud av ca 6,30 och är mycket svagt synlig för blotta ögat där ljusföroreningar ej förekommer. Baserat på parallaxmätning inom Hipparcosuppdraget på ca 4,3 mas, beräknas den befinna sig på ett avstånd på ca 750 ljusår (230 parsek) från solen. Den rör sig bort från solen med en heliocentrisk radialhastighet på ca 2,4 km/s. År 2018 var paret separerade med 0,2 bågsekund vid en positionsvinkel av 92°.

## Egenskaper
Primärstjärnan HD 23474 A (synliga komponenten) är en orange till gul jättestjärna av spektralklass K2 III. Den har en massa som är ca 1,2 solmassor, en radie på ca 34 solradier och utsänder från dess fotosfär energi motsvarande 227 gånger solen vid en effektiv temperatur av ca 4 600 K.